# داريل غلين (مغني)
داريل غلين (بالإنجليزية: Darrell Glenn)‏ هو مغني أمريكي، ولد في 7 ديسمبر 1935، وتوفي في 9 أبريل 1990.